# زبان شاوی
زبان شاوي لاتین Chaoui (آمازیغی : ⵜⴰⵛⴰⵡⵉⵜ) زبانی است که ساکنان اوراس بزرگ (باتنه، خنشله، تبسه، ام البواقى، سوق اهراس) در شرق الجزایر به آن صحبت می‌کنند.  شاوي به دلیل استفاده از گویش الجزایری، به ویژه در مناطق شهری، شاهد کاهش است.  بر اساس گزارش مرکز مطالعات آمازیگ، بیش از دو میلیون گویشور زبان شاوي وجود دارد .

## گستره جغرافیایی

پرچم منطقه شاوى

امازيغ شاوى عمدتاً در منطقه اورس (که شامل ولایت های باتنه، استان ام‌البواقی، خنشله و تبسه می شود) و به میزان کمتری در ولایت های سوق اهراس، سطیف و بسكره گسترش یافته است.
چندین انجمن فرهنگی در حال حاضر در باتنه، پایتخت ملکه دایا (اريس) و شاهزاده فاطمه الشقره (مروانه) و سیداس در اعماق اورس النمشه خنجله (تازوقاغت) برای حفظ و احیای میراث زبانی این سرزمین مشغول به کار هستند. منطقه با توجه به گشودگی سیاست دولت در برابر خواسته های فرهنگی گروه های بربر زبان.
شهرداری های ارش الجبایلیه، اولاد سلام، النمامشه، اولاد رشاش، ارش المحمل الکبیره، ارش المحمل الکبیر، اولاد علی بن صبور، اولاد سلطان، سقنیه، حراكته، و اجزای دیگر، علیرغم رواج زبان عربی در تلویزیون و رادیو عمومی، مهمترین سخنرانان چاوئیه هستند.
ایستگاه‌های رادیویی زبان شاوي در ولایت‌های باتنه، ام البواقي ، خنشله و تبسه در چارچوب سیاست دولت برای ترویج زبان آمازیغى افتتاح شده‌اند و بسیاری از هنرمندان در اوراس برای حفظ کلمات آمازیغ در آهنگ‌های خود تلاش می‌کنند. برجسته ترین آنها: ماسینیسا، علی چیبان، جمال صبری، محوب بن عبدالسلام، یروش آگونام، دهیا، مسعود نقی، مارکوندا.